# FC Unterstrass
Der FC Unterstrass (FCU) ist ein Schweizer Fussballverein aus der Stadt Zürich. Er ist nach dem Zürcher Quartier Unterstrass benannt. Der Club wurde 1921 als FC Black Boys gegründet und erhielt 1943 seinen jetzigen Namen. Die erste Mannschaft spielt in der 2. Liga IR der fünfthöchsten Liga in der Schweiz.
Der FCU unterhält in der Saison 2023/24 drei Aktivmannschaften sowie ein Frauenteam und drei Seniorenmannschaften. Hinzu kommen fünfzehn Juniorenmannschaften der Altersklassen A–G, wovon drei reine Mädchenteams sind.
Der Fussballplatz Steinkluppe liegt sehr idyllisch mitten im Wohnquartier Unterstrass im Norden der Stadt Zürich.

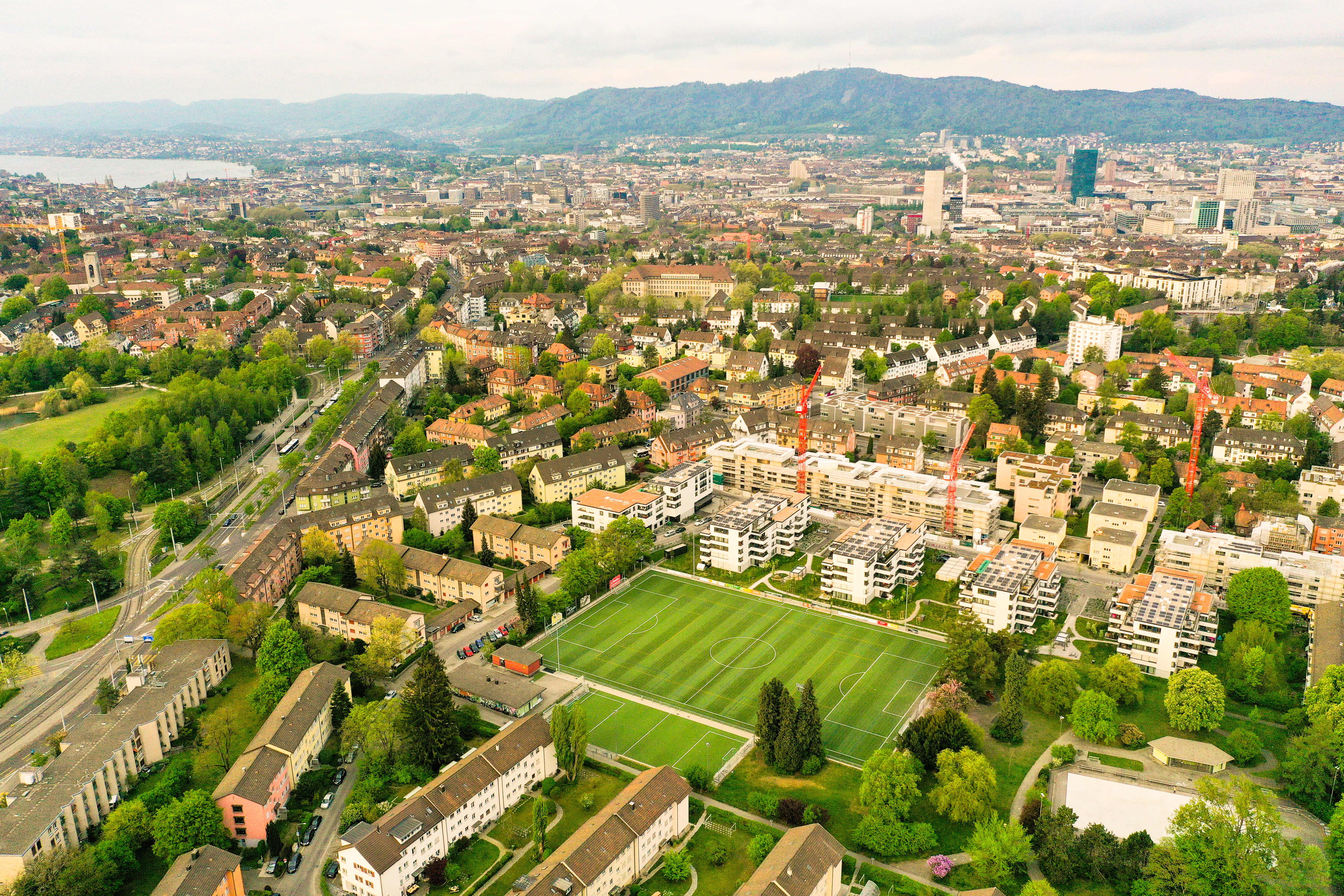
Fussballplatz Steinkluppe des FC Unterstrass in der Stadt Zürich.

## Ehemalige Spieler
- René Deck
- Blerim Džemaili
- Stefan Huber
- Feliciano Magro
- Davide Mariani
- Yassin Mikari
- Elvira Herzog

## Auszeichnungen
Der FC Unterstrass wird vom Fussballverband Region Zürich (FVRZ) regelmässig als „Vorbildlicher Verein“ ausgezeichnet.
Den wohl grössten Erfolg im Juniorenbereich erreichte der Verein in der Saison 1965/66.
Die C-Junioren wurden Regionalmeister und gewannen zudem den „Kickiboy-Cup“.
Der FC Unterstrass spielte von 1976 bis 1980 in der 1. Liga, damals die dritthöchste Spielklasse in der Schweiz.
Am 27. Juni 2021 sicherte sich die 1. Mannschaft den Aufstieg in die 2. Liga Interregional, die fünfthöchste LIga in der Schweiz.
Am 2. Juli 2021 gewann die 1. Mannschaft zum ersten Mal den Zürcher Regionalcup. Final gegen den SC Veltheim (1:2).
Im Sommer 2021 feierte der FC Unterstrass sein 100-jähriges Jubiläum und hat dazu eine Chronik publiziert.